# Décio Crespo
Décio Crespo de Castro (Campos dos Goytacazes, 3 de agosto de 1937 — São João da Barra, 18 de janeiro de 2019) foi um futebolista brasileiro que atuava como zagueiro.

## Carreira
Décio Crespo começou sua carreira futebolística na base do Rio Branco, onde foi campeão juvenil. Logo depois se transferiu para o Flamengo, onde, em 1956, foi novamente campeão juvenil. Nesta época, jogou ao lado do Carlinhos, que depois viria ser técnico do time principal do Rubro-Negro.
Na equipe principal do Flamengo, atuou em 56 jogos, entre 1957 e 1964. Em 1961, foi emprestado ao River Plate, da Argentina, onde era chamado de "Desio de Castro", e atuou em apenas 1 partida: na histórica vitória por 5 a 2 sobre a Juventus de Turim, da Itália. Por conta disso, seu nome é lembrado no museu do clube argentino.
Passou ainda por Millonarios Fútbol Club (Colômbia), Bangu, Canto do Rio e Houston Star, dos Estados Unidos.

## O Bangu virou "Houston Stars"
Em 1966, um grupo de empresários criou uma nova liga de futebol a North American Soccer League (NASL), em concorrência com a National Professional Soccer League (NPSL).
Em 1967, o Bangu foi convidado a participar de um torneio nos Estados Unidos promovido pela NASL, representando o Houston Stars. Além do Bangu, outros clubes a redor do mundo foram convidados e representaram clubes norte-americanos: Los Angeles Wolves (Wolverhampton, da Inglaterra), San Francisco Golden Gate Gales (ADO Den Haag, da Holanda), Chicago Mustangs (Cagliari, da Itália), Vancouver Royal Canadians (Sunderland, da Inglaterra) e Dallas Tornado (Dundee United, da Escócia).

## Morte
Morreu em 18 de janeiro de 2019, aos 81 anos, em Atafona, distrito de São João da Barra, onde morava. Sofria do mal de Alzheimer.